# Óta Josiaki
Óta Josiaki (Sizuoka, 1983. június 11. –) japán válogatott labdarúgó.

## Nemzeti válogatott
A japán válogatott tagjaként részt vett a 2007-es Ázsia-kupán.